# Mulinum ulicinum
Mulinum ulicinum là một loài thực vật có hoa trong họ Hoa tán. Loài này được Gillet & Hook. mô tả khoa học đầu tiên năm 1830.